# Lacunaria grandifolia
Lacunaria grandifolia là một loài thực vật có hoa trong họ Ochnaceae. Loài này được Ducke mô tả khoa học đầu tiên năm 1935.